# Theodor Hertzka
Theodor Hertzka, född 13 juli 1845 i Pest, död 22 oktober 1924 i Wiesbaden, var en ungersk nationalekonom.
Hertzka var först chef för den nationalekonomiska avdelningen i Wientidningen "Neue Freie Presse", blev sedermera redaktör för den av honom uppsatta "Wiener Allgemeine Zeitung" samt grundlade 1889 "Zeitschrift für Staats- und Volkswirtschaft". Han utgav Die Gesetze der sozialen Entwickelung (1886), Das Wesen des Geldes (1887), Wechselkursus und Agio (1894), Die Problemen der menschlichen Wirtschaft (band 1, 1897) och andra arbeten i allmän nationalekonomi samt i penning- och handelsfrågor, i vilka han förfäktade en hel del av den klassiska nationalekonomins teorier samt gjorde sig till målsman för den rena guldmyntfoten.
Sin egentliga ryktbarhet vann Hertzka genom den socialutopiska skildringen Freiland, ein soziales Zukunftsbild (1890; flera upplagor samt översatt till åtskilliga språk), varav Eine Reise nach Freiland (1893; "En resa till Friland", 1895) utgör en sammanfattning. Hans "socialliberala" åskådning i detta verk kan närmast hänföras till den korporativa socialismen. Han tänkte sig nämligen produktionen organiserad i fria associationer under ledare, som de själva valde. Alla medlemmar skulle ha samma rätt till jorden och de producerade produktionsmedlen, vilka skulle utgöra vederbörande associations gemensamma egendom. Tillträdet till associationerna skulle vara fritt, varigenom möjligheten för uppkomst av en särskild arbetarklass ansågs försvinna. Den arbetande individen skulle här ha oinskränkt besittnings- och äganderätt till den fullständiga avkastningen av sitt arbete, alltså utan något avdrag i form av företagarprofit, kapital- eller jordränta. Innan produktionens nettoavkastning fördelades mellan medlemmarna efter vars och ens arbetsprestationer, beräknade i timmar, skulle dock av densamma en tredjedel avsättas till staten för bland annat offentliga byggnader, skolor, förvaltningen samt dess plikt att försörja kvinnor, barn, sjuklingar och åldringar.
Märkligare torde emellertid Hertzkas förening av kollektivismen med den rena, mot anarkism tenderande individualismen te sig: samhället skulle ej utöva någon kontroll över individen, vidsträckt spelrum skulle erbjudas åt den individuella friheten och smaken; de olika associationerna skulle ha viss rätt till inbördes konkurrens. Hans samhällsideal väckte stort uppseende. I flera länder bildades Frilandsföreningar, bland dem en skandinavisk med säte i Köpenhamn; och "Freiländisches Actionscomité", i vars spets Hertzka själv stod, grep sig an med förberedande åtgärder för förverkligande av hans samhällsplan. Han hade förlagt sitt diktade samhälle till Kenya och där skulle också förverkligandet ske. En expedition av femton pionjärer, bland vilka befann sig två danskar, avseglade i februari 1894 från Hamburg till Östafrika, men upplöstes redan i juni samma år.
Det av Franz Oppenheimer företagna sociala nybyggnadsförsöket företer ett visst inflytande från Hertzkas samhällsteorier, även om Oppenheimer för övrigt representerar den federalistiska socialismen; och ännu 1904 lär en Frilandskoloni ha existerat i amerikanska delstaten Washington.